# Michael Tronick
Michael Laurence Tronick (* 2. März 1949 in Los Angeles, Kalifornien) ist ein US-amerikanischer Filmeditor.

## Leben
Tronicks Karriere begann 1978 beim Tonschnitt von Filmen wie Das Teufelscamp und The One Man Jury. Bis er 1987 mit Beverly Hills Cop II seinen ersten eigenverantwortlichen Filmschnitt übernahm, war er noch für Filme wie Nur 48 Stunden und Predator für den Tonschnitt verantwortlich. Ab Ende der 80er bis heute war Tronick hauptsächlich bei großen Mainstream-Produktionen wie Tage des Donners, Eraser, Mr. & Mrs. Smith und The Green Hornet für den Schnitt verantwortlich. Zweimal wurde er für den Eddie Award nominiert.
Michael Tronick ist Mitglied der American Cinema Editors. und wurde 2003 zu ihrem Vizepräsidenten gewählt.

## Filmografie (Auswahl)
- 1978: Das Teufelscamp (Mean Dog Blues) (Tonschnitt)
- 1978: The One Man Jury
- 1980: Freibeuter des Todes (The Island) (Tonschnitt)
- 1982: Nur 48 Stunden (48 Hrs.) (Tonschnitt)
- 1984: Straßen in Flammen (Streets of Fire) (Tonschnitt)
- 1986: Die unglaubliche Entführung der verrückten Mrs. Stone (Ruthless People) (Tonschnitt)
- 1987: Predator (Tonschnitt)
- 1987: Beverly Hills Cop II
- 1987: Unter Null (Less Than Zero)
- 1988: Drei Rentner bügeln alles nieder (Side by Side)
- 1988: Midnight Run – Fünf Tage bis Mitternacht (Midnight Run)
- 1989: Mütter, Töchter und Liebhaber (Mothers, Daughters and Lovers)
- 1990: Ford Fairlane – Rock ’n’ Roll Detective (The Adventures of Ford Fairlane)
- 1990: Revenge – Eine gefährliche Affäre (Revenge)
- 1990: Tage des Donners (Days of Thunder)
- 1991: Die blonde Versuchung (The Marrying Man)
- 1991: Hudson Hawk – Der Meisterdieb (Hudson Hawk)
- 1992: Der Duft der Frauen (Scent of a Woman)
- 1992: Sag’s offen, Shirlee (Straight Talk)
- 1993: True Romance
- 1994: Machen wir’s wie Cowboys (The Cowboy Way)
- 1995: Alarmstufe: Rot 2 (Under Siege 2: Dark Territory)
- 1996: Eraser
- 1998: Rendezvous mit Joe Black (Meet Joe Black)
- 1997: Volcano
- 1999: Der Diamanten-Cop (Blue Streak)
- 2000: Gegen jede Regel (Remember the Titans)
- 2001: American Outlaws
- 2002: The Scorpion King
- 2003: S.W.A.T. – Die Spezialeinheit (S.W.A.T.)
- 2005: Mr. & Mrs. Smith
- 2007: Hairspray
- 2008: Bedtime Stories
- 2010: Wolfman (The Wolfman)
- 2011: The Green Hornet
- 2011: Happy New Year (New Year's Eve)
- 2012: Act of Valor
- 2013: 2 Guns
- 2015: Straight Outta Compton
- 2017: Bright
- 2020: Jingle Jangle Journey: Abenteuerliche Weihnachten! (Jingle Jangle: A Christmas Journey)